# Bessey-la-Cour
Bessey-la-Cour – miejscowość i gmina we Francji, w regionie Burgundia-Franche-Comté, w departamencie Côte-d’Or.
Według danych na rok 1990 gminę zamieszkiwały 93 osoby, a gęstość zaludnienia wynosiła 20 osób/km² (wśród 2044 gmin Burgundii Bessey-la-Cour plasuje się na 817. miejscu pod względem liczby ludności, natomiast pod względem powierzchni na miejscu 1258.).